# Figures de Chernoff
Pour les articles homonymes, voir Chernoff.
Les figures de Chernoff constituent une méthode de représentation graphique de données à plus de trois dimensions. Elles utilisent comme base un visage humain et la méthode consiste à indexer l'apparence d'un trait du visage sur les valeurs d'une dimension. Ainsi, la taille du menton représentera la valeur d'une dimension, la couleur des yeux une autre dimension, et ainsi de suite.
Cette méthode a été inventée par Herman Chernoff, un mathématicien et physicien américain.